# 绿化白族彝族乡
绿化白族彝族乡是中华人民共和国贵州省毕节市黔西市下辖的一个民族乡。

## 行政区划
绿化白族彝族乡下辖以下村级行政区划单位：
绿化社区、石桐树村、四方井村、湾箐村、马坎村、大海子村、小海子村和丰收村。